# Rhizoecus pauciporus
Rhizoecus pauciporus är en insektsart som beskrevs av Hambleton 1976. Rhizoecus pauciporus ingår i släktet Rhizoecus och familjen ullsköldlöss. Inga underarter finns listade i Catalogue of Life.